# Mainstream Jazz
Als Mainstream Jazz oder Mainstream (von englisch mainstream wörtl. ‚Hauptstrom‘) bezeichnet man – in Abgrenzung zu experimentierfreudigen Jazzstilen – die Musik verschiedener Vertreter des Jazz, die traditionellere Spielweisen aufgreifen. Der Begriff hat sich in der Geschichte des Jazz mehrfach gewandelt; er ist von der Jazzforschung nicht anerkannt und nicht eindeutig definiert.

## Ältere Definition
Im Sommer 1954 begann die Plattenfirma Columbia Records mit einer Reihe von Aufnahmen mit Jamsessions, die unter dem Namen von Buck Clayton liefen. Stilistisch liefen diese unter Mainstream Jazz, ein Begriff, der damals durch Stanley Dance geprägt und zur Bezeichnung des Bereichs zwischen traditionellem Jazz (Dixieland, New Orleans Jazz, Chicago-Jazz) einerseits und des Modern Jazz andererseits diente. Der von der Jazzpublizistik rasch aufgegriffene Begriff bezeichnete ursprünglich die etwa durch die Jazz-at-the-Philharmonic-Sessions repräsentierte Swing-Bop-Mischung. Man könnte diesen Bereich nach Doering auch „Moderner Swing“ nennen. Der Begriff war nach Ekkehard Jost zunächst gleichbedeutend mit den damals zeitgenössischen Erscheinungsformen des Swing. Häufig bezog sich die Bezeichnung auf Musiker aus dem Umkreis des Count-Basie-Orchesters (Jo Jones, Freddie Green). Diese zeitgenössische Fortentwicklung des Swing förderte Produzent John Hammond mit der Schallplattenreihe The Basie Bunch (1957–58).

## Neuere Definitionen
Der Begriff erfuhr im Lauf der weiteren Entwicklung des Jazz einen Bedeutungswandel. In Abgrenzung von Modern Creative und Fusion-Jazz wird von Publikum und Veranstaltern zeitgenössische Jazzmusik, die Elemente des Swing, des Cool Jazz und des Bebop-Stils aufgreift, als Mainstream gekennzeichnet. Nach den Wellen des Free Jazz und Fusion Jazz orientierten sich viele Jazzmusiker in den 1980er Jahren wieder an gefälligeren und massentauglicheren Spielweisen. Hier sind insbesondere Neo-Traditionalisten wie Wynton Marsalis, aber auch die Neobop-Vertreter zu nennen. Im Zuge dieser Entwicklung feierten auch viele Jazzveteranen mit Jazzbands, die klassischere Stile propagierten, ein Comeback. Zu diesen Musikern zählen unter anderem Stan Getz, Dizzy Gillespie und Oscar Peterson. Die Musikrichtung wird vom Concord-Jazz-Label besonders gefördert; auf ihm erscheinen Veröffentlichungen von Mainstream-Vertretern wie Stan Getz, Monty Alexander, Ray Brown, Scott Hamilton, Barney Kessel, Ken Peplowski, Chris Potter, Toots Thielemans, Mel Tormé und anderen. Teilweise bezeichnet der Begriff aber seit den 1970er Jahren auch (nach Jost) alle tonal und rhythmisch gebundenen Stilbereiche des Jazz mit Ausnahme des traditionellen Jazz, des freien bzw. Creative Jazz und der Fusionmusik.
Am Beispiel von Pat Martinos Album Think Tank (2003) beschrieb Clifford Allen, wie schwierig es sei, modernen Mainstream-Jazz (in der Tradition von Hard Bop usw.) „angesichts der Subversion oder Zerstörung seiner Form vor über dreißig Jahren relevant zu machen.“ Aber wie viele Improvisatoren bewiesen haben, sei es dennoch möglich, auch nach den Innovationen von Ornette Coleman und Cecil Taylor durchweg ansprechende und fortschrittliche Musik im Hard-Bop-Idiom zu machen, und es gebe durchaus eine Reihe von Musikern, denen es gelungen sei, mit diesen Idiom etwas Neues zu sagen.

## Auswahldiskografie für Mainstream der 1950er/1960er
- Buck Clayton: Jam Session (Mosaic Records CD 144, 1956) mit Coleman Hawkins
- Ben Webster: Meets Oscar Peterson (Verve, 1959)
- Duke Ellington and Johnny Hodges: Side By Side (Verve, 1959/1963)
- Coleman Hawkins: Encounters Ben Webster (Verve, 1959)
- Lester Young: Lester Swings (Verve, 1952–58)
- John Bunch & Bucky Pizzarelli: NY Swing (LRC 1992)
- The Count Basie Bunch: Too Marvellous For Words (Vanguard 1957–58)
- Benny Carter: Jazz Giant (Contemporary, 1957–58)
- Ike Quebec: Blue And Sentimental (Blue Note, 1961)